# Скруп, Джон, 8-й барон Скруп из Болтона
Джон ле Скруп (англ. John le Scrope; приблизительно 1510 — 22 июня 1549) — английский аристократ, 8-й барон Скруп из Болтона с 1533 года.

## Биография
Генри Скруп был старшим из трёх сыновей Генри Скрупа, 7-го барона Скрупа из Болтона, и его жены Элис Скруп (из Скрупов Месемских). Он унаследовал владения и титул отца после его смерти в 1533 году. В 1549 году Скруп оказался замешан в католических волнениях на севере Англии: участники Благодатного паломничества заставили его предоставить убежище аббату Адаму Седбару, одному из руководителей этого движения. При приближении королевской армии Скруп бежал под защиту своего тестя в Скиптон, а замок Болтон был обстрелян из орудий. Позже король согласился с тем, что на Скрупа оказывалось давление, а потому простил его.
Джон Скруп был женат на Кэтрин Клиффорд, дочери Генри Клиффорда, 1-го графа Камберленда. В этом браке родились 11 детей. Старший сын, Генри, стал 9-м бароном Скрупом из Болтона. Дочь Джона Элизабет стала женой Томаса Падси, а ещё одна дочь, Маргарет, — женой сэра Джона Констебла.